# フタル酸ベンジルブチル
フタル酸ベンジルブチル (Benzyl butyl phthlate = BBP) は、フタル酸とベンジルアルコール、ブタノールのエステルである。化学式C19H20O4で表される無色の液体である。主にポリ塩化ビニルの可塑剤として用いられた。毒性があると見なされている。
BBPは、床タイルによく使われるビニルフォームの可塑剤として普通に使われた。その他の用途は、食品工場のコンベアベルト、道路標識用のコーン、合成皮革である。
BBPは欧州化学局 (European Chemical Bureau = ECB) によって有毒であると分類されているため、ヨーロッパでの使用は急速に減少している。
2008年、四つの BBP販売業者がカルテルに参加したことで、ベルギー競争評議会 (Belgian Competition Council) から制裁を受けた。

## 構造と反応性
BBPはジエステルである。BBPは 2つのエステル結合を含むため、さまざまな化学経路で反応することができる。両方のカルボニル基の炭素は弱い求電子性なので、強い求核性物質による攻撃のターゲットになる。カルボニルC原子ターゲットに加えて、C-H結合が含まれているが、H原子は弱酸性であるため、強塩基による脱プロトン化の影響を受けやすくなっている。 BBPは、酸性または塩基性条件下で加水分解される。酸性条件下での加水分解はフィッシャーエステル合成反応の逆反応である、一方、塩基性条件下での加水分解はけん化によって行われる。  BBPには2つのエステル結合が含まれているため、化学選択的反応 (一方のエステル結合だけを選択すること) を行うことは困難である。
塩基性条件下では BBPをけん化することができる。BBPのけん化価は 360 mg KOH/g である。カルボキシル基のモル当たりの量は比較的大きい (分子量 312.36 に対してカルボキシル基 2つ)。このため、比較的けん化されにくい。

## 合成
n-ブタノールを濃硫酸で脱水して 1-ブテンとし、それが無水フタル酸と反応してフタル酸 n-ブチルとなる。無水フタル酸は 1-ブタノールと直接反応して同じ中間体を生成するが、さらなる反応でかなりの量のフタル酸ジブチルが生成する。1-ブテンを使用すると、この副反応を避けられる。フタル酸モノブチルを単離し、炭酸カリウムの存在下で臭化ベンジルのアセトン溶液を加える (2番目のエステル結合を形成させるために必要な置換反応を促進するため pHを高く保つため) そこからBBPを分離できる
。

## 毒性と悪影響
200人のボランティアを対象としたパッチテストでは、一次刺激または感作反応は見られなかった。しかし、BBPが体に取り込まれると、毒性作用を及ぼす可能性がある。ラットについて、LD50 は、 2 - 20g/Kg (体重当たり) である。

### 職業上の危険
PVC加工業界の労働者は、一般市民よりも高いレベルのBBPにさらされているため、健康への悪影響を経験するリスクが高くなっている。労働者では呼吸器系または末梢神経系への影響は観察されていない。しかし、彼等の尿中からわずかに高いレベルのBBP代謝物が見出された。しかし、BBPへの長期の職業的曝露は、多発性骨髄腫のリスクを大幅に増加させる。

### 子ども
子どもはおそらく成人よりも高いレベルのBBPにさらされている。 子どもは化学物質へのばく露に対して脆弱なグループを形成するため、BBPばく露の影響を評価するための研究が行われてきた。PVCフローリングは、生後2年間の気管支閉塞のリスクの大幅な増加と就学前の年齢の子供における言語発達遅滞の発症に関連している。 BBPはまた、都市部に住む子供たちの気道炎症と積極的に関連している 。さらに、ハウスダストに由来するBBPへの出生前の曝露が小児湿疹のリスクに影響を与えることを示唆する証拠がある。フタル酸エステル類とその代謝物が胎児に到達する正確なメカニズムは不明なままである。しかし、これらの化学物質は胎児に到達できるらしいので、胎児の健康と発達に影響を与えると考えられている。胎児の発育に対する出生前暴露の影響を確立するには、さらなる研究が必要である。

### 催奇形性と生殖への影響
ヒトに対するBBPの生殖への影響について行われた研究はわずかだが、結果は決定的ではない。NTP-CERHR (米国国家毒性プログラムのヒト生殖リスク評価センター) によると、暴露された男性の生殖への悪影響はごくわずかである。しかし、ある研究では、精液の質の変化と、BBPの主要代謝物であるフタル酸モノブチルへのばく露との間に関連性があることがわかった。ヒトに対するBBPの催奇性効果に関する研究は行われていない。しかし、多くの研究が動物で行われてきた。ラットにおける高レベルのBBPへの出生前暴露は、胎児の体重を低下、胎児の奇形の発生率の増加、着床後の喪失、さらには胚の死滅につながる可能性がある。ラット胎児で観察された正確な催奇形性効果は、発育中のばく露期間に関連しているらしい。 妊娠前半のBBPへのばく露は胚致死につながり、後半のばく露は奇形原性へつながる
。2世代の研究で、雄の子孫は精巣に肉眼的および顕微鏡的変化があり、精子産生の低下に加えて血清テストステロン濃度が低下していることがわかった。さらに、精嚢重量の減少が観察されている。これらの結果は、受胎能力への明らかな悪影響を示している。 

### 動物における他の毒性試験
BBPばく露の悪影響を解明するために、動物で多くの研究が行われてきた。ラットでの長期のBBPばく露は、体重の減少、肝臓と腎臓の重量の増加、および発がん性につながる。雄ラットでは膵臓腫瘍の発生率が増加したが、雌ラットでは膵臓腫瘍と膀胱腫瘍の両方の発生率が増加した。BBPは発がん性に関連しているが、研究によるとBBPは遺伝子毒性ではない。

## 環境毒性学
BBPは、他の低分子量フタル酸エステルと同様に、水生生物に対して毒性がある。これには、Selenastrum capricornutum (ムレミカヅキモ) などの単細胞淡水緑藻が含まれる。BBPは、D.magna (Daphnia magna = オオミジンコ) のような淡水無脊椎動物に対しても毒性があることが示されている。これらの生物の場合、毒性効果は、高分子量フタル酸エステルと比べて比較的高いBBPの水溶性と相関している。BBPは海水無脊椎動物に大きな影響を与える。 Mysid shrimp (アミ目) での実験は、BBPがこれらの生物に対して急性毒性があることを示している。魚種の中で、淡水魚のブルーギルはBBPの影響を受けていることが示された。さらに、海水魚 Parophrysvetulus (English sole)では急速な致死効果が観察されている。